# Trois études de concert
Les Trois études de concert, S.144, sont un ensemble de trois études pour piano composées par Franz Liszt entre 1845 et 1849 et publiées pour la première fois dans le même cahier à Paris en 1849 en tant que Trois Caprices Poétiques. Le cahier est dédié à l'oncle du compositeur, Eduard Liszt (1817-1879), le plus jeune des fils du grand-père de Liszt, et beau-frère de son propre père. Eduard s'occupa des affaires de son neveu pendant plus de trente ans jusqu'à sa mort en 1879.
Ainsi que le titre l'indique, elles ne sont pas seulement destinées à l'amélioration de la technique, mais aussi à être jouées en concert. Liszt lui-même était un très grand pianiste virtuose. Les sous-titres italiens que l'on associe aujourd'hui aux études — Il lamento (« La lamentation » ou « La plainte »), La leggierezza (« Légèreté »), Un sospiro (« Un soupir ») — n'apparaissent pas dans les éditions publiées du vivant de Liszt.

## Étudeno1,Il lamento
Il lamento est la première des Trois études de concert. En La bémol majeur, elle fait partie des plus longues études écrites par le compositeur. Elle commence par un motif lyrique de quatre notes, que l'on retrouve tout au long de la pièce, suivi par un motif chromatique dans le style de Chopin qui réapparaît dans la coda.

## Étudeno2,La leggierezza
La leggierezza (qui signifie « légèreté ») est la seconde des Trois études de concert. C'est une pièce monothématique en fa mineur avec une ligne mélodique très simple dans chaque main au tempo inhabituel de Quasi allegretto.

### Fin alternative
La leggierezza est parfois interprétée avec une fin alternative composée par le professeur polonais Theodor Leschetizky. Deux de ses étudiants, Ignacy Paderewski et Benno Moiseiwitsch, ont joué et enregistré cette version. L'enregistrement de Paderewski comporte la totalité de la "fin de Leschetizky", tandis que celui de Moiseiwitsch comporte sa propre version raccourcie de la fin alternative. Simon Barere a aussi enregistré l'étude avec une version écourtée de la fin de Leschetizky mais cela lui a valu de nombreuses critiques.

## Étudeno3,Un sospiro
La troisième des Trois études de concert, en ré bémol majeur, est le plus souvent désignée sous le nom de Un sospiro. Cependant, il est probable que le titre ne soit pas de Liszt. Bien qu'il n'y ait aucune preuve qu'il ait essayé de supprimer ce sous-titre, aucune des éditions de Trois études de Concert publiées par Kistner du vivant de Liszt ne porte cette mention; Liszt se référait plutôt à leurs tonalités respectives pour désigner les études.
L'étude porte principalement sur les croisements de main: il faut jouer une mélodie simple et des arpèges en alternant les mains gauche et droite. La difficulté est que le changement de mains ne doit pas influer sur la mélodie, son phrasé, ses accentuations. La mélodie, qui reste ample et paisible, s'élève de manière souveraine, lyrique et aérienne, presque impressionniste, tout en présentant une dynamique qui varie beaucoup au cours de la pièce. L'étude a inspiré de nombreux auditeurs, et est considérée par de nombreux pianistes comme une des plus belles pièces composées pour le piano. Liszt conserva cette étude à son répertoire jusque dans ses dernières années.
Un sospiro consiste en un arrière-plan flou auquel est superposé une mélodie écrite sur une troisième portée. Cette troisième portée, la seconde en clé de sol, est écrite de façon que l'interprète puisse comprendre quelles notes doivent être jouées par le main droite (hampes vers le haut) — pendant que la main gauche joue l'accompagnement — ou par la main gauche (hampes vers le bas) — pendant que la main droite joue l'accompagnement.
Vers la fin, après le principal point culminant de la pièce, les deux mains doivent à nouveau se croiser pour jouer des motifs encore plus complexes, incluant des accords à arpéger, par exemple.

### Utilisation au cinéma
- L'Orchidée blanche, réalisé par André de Toth en 1947
- Concert Magic, réalisé par Paul Gordon en 1948
- Lettre d'une inconnue, réalisé par Max Ophüls en 1948
- Le Bal des adieux, réalisé par Charles Vidor en 1960
- Shine, réalisé par Scott Hicks en 1996
- Zawa-zawa Shimokita-zawa, réalisé par Jun Ichikawa en 2000
- The Green Hornet, réalisé par Michel Gondry en 2011

### Enregistrements
L'Étude Un sospiro a été enregistrée par de nombreux pianistes célèbres comme Claudio Arrau, Marc-André Hamelin, Daniil Trifonov, et Jan Lisiecki.